# Rudgea ruiz-teranii
Rudgea ruiz-teranii là một loài thực vật có hoa trong họ Thiến thảo. Loài này được Steyerm. miêu tả khoa học đầu tiên năm 1981.